# Ischiopsopha similis
Ischiopsopha similis är en skalbaggsart som beskrevs av Ernst Gustav Kraatz 1895. Ischiopsopha similis ingår i släktet Ischiopsopha och familjen Cetoniidae. Inga underarter finns listade i Catalogue of Life.